# Tom Nowicki
Tom Nowicki (geb. vor 1984) ist ein US-amerikanischer Schauspieler.

## Leben
Tom Nowicki wuchs in Michigan auf und studierte 1979 an der Yale University und 1987 in London. Vor seiner Arbeit als Schauspieler war er von 1983 bis 1986 in der Wrestling-Branche tätig.
Er trat bisher in über 50 Filmen und Fernsehserien auf, wo er zumeist in Nebenrollen agierte. Von 1999 bis 2000 spielte er in der Roller-Derby-Show Roller Jam eine der größeren Rollen. Bekannte Filme, in denen er zu sehen war, sind unter anderen Passagier 57, The Punisher und The Fighters. 
Nowicki ist Mitglied der Actors’ Equity Association und der Screen Actors Guild. Er lebt und arbeitet in Florida.

## Filmografie (Auswahl)
- 1984: Harry & Sohn (Harry & Son)
- 1988: Die Unschuld der Molly (Illegally Yours)
- 1992: Ein Satansbraten kommt selten allein (Problem Child 2)
- 1992: Phantom of the Ritz
- 1992: Passagier 57 (Passenger 57)
- 1998: Waterboy – Der Typ mit dem Wasserschaden (The Waterboy)
- 2000: Gegen jede Regel (Remember the Titans)
- 2004: The Punisher
- 2008: The Fighters (Never Back Down)
- 2008: Hautnah – Die Methode Hill (Wire in the Blood, Fernsehserie, 1 Folge)
- 2009: Blind Side – Die große Chance (The Blind Side)
- 2010: Burning Bright – Tödliche Gefahr (Burning Bright)
- 2011: Mein Freund, der Delfin (Dolphin Tale)
- 2014: Satisfaction (Fernsehserie)
- 2017: Der Fall Jesus (The Case for Christ)